# Međedi
Međedi su naselje u Hrvatskoj u sastavu Grada Vrbovskog. Nalaze se u Primorsko-goranskoj županiji.

## Zemljopis
Zapadno su Vukelići, sjeverozapadno su Bunjevci i Topolovica, jugoistočno su Nikšići, Dokmanovići, Dragovići, Jakšići, Moravice, Vučinići, Žakule, Tići, Mlinari i Radoševići.

## Stanovništvo
| broj stanovnika | 42    | 40    | 44    | 51    | 44    | 29    | 31    | 24    | 33    | 30    | 17    | 27    | 1     |       |       |       |       |
|                 | 1857. | 1869. | 1880. | 1890. | 1900. | 1910. | 1921. | 1931. | 1948. | 1953. | 1961. | 1971. | 1981. | 1991. | 2001. | 2011. | 2021. |